# Jansenizam
Jansenizam je bio vjerski pokret unutar Katoličke Crkve tijekom 17. i 18. stoljeća.Tvorac mu je bio belgijski biskup iz Ypresa, Cornelius Jansen (1585. – 1638.). po kome je i dobio naziv. Katolička Crkva je utvrdila da su osnovne doktrine Jansenizma hereze.
Dok renesansa i humanizam naglašavaju čovječju vrijednost i um, jansenisti naglašavaju Božju svemoć, čovjekovu izopačenost i nemogućnost da se čovjek spasi ako nije za spasenje predestiniran. Inzistirajući na moralnoj rigoroznosti (zabilježeno je da su jansenisti redom bili turobnog raspoloženja i da su se rijetko smijali) i na stavu da će spasenje postići samo rijetki među kršćanima, okreću se naročito protiv isusovačkog pastoralnog dušobrižništva. Veliki simpatizer ovog pokreta bio je Blaise Pascal.
Zaokružene postavke jansenizma sadržane su u knjizi Augustinus, seu doctrina S. Augustini de humanae naturae sanitate, aegritudine, medicina, adversus Pelagianos et Massilienses; tu knjigu Corneliusa Jansena su po njegovoj smrti dovršili i 1640. objavili njegovi suradnici. Postavke iz te knjige je Katolička Crkva osudila, te je papa Inocent X. u buli Cum occasione (1653.) izrijekom osudio pet postavki iz te knjige kao hereze. Svih pet postavki se odnose na predestinaciju, te sudjelovanje čovjekove volje i Božje milosti: riječ je u neku ruku o detaljima katoličkog naučavanja, koji bi možda u nekoj teološkoj knjizi prošli i nezapaženo, da jansenisti nisu na tim detaljima tako predano inzistirali pokušavajući u svakom pogledu biti "katolici na kvadrat", tj. "veći katolici od pape". Npr. jansenisti su inzistirali da čini herezu onaj koji bi rekao da je Isus prolio krv (ili da je umro) "za sve ljude". Osudu koju je izrekao Inocent X. je u buli Ad sanctam Beati Petri sedem (1656.) ponovio papa Aleksandar VII.
Makar su jansenisti sebe smatrali rigoroznim sljedbenicima doktrina sv. Augustina i htjeli da ih se zove "augustinovci", isusovci su u njihovom nauku prepoznavali mnoge elemente kalvinističkog naučavanja, koje je Katolička crkva bila osudila već ranije i uporno su ih nazivali "jansenistima", poričući ispravnost njihovih tumačenja Augustinovih djela.
Svoje sjedište jansenisti su imali u samostanu Port-Royal-des-Champs (u istoj pokrajini gdje se nalazi i Pariz), potom su osnovali u Parizu samostan imenom "Port-Royal", u koji se se onda preselile njihove najvažnije aktivnosti. Nakon što su ustanovili da od pape neće dobiti podršku, jansenisti se udružuju s galikancima: to im za stanovito vrijeme osigurava snažnu podršku državnih vlasti. Kralj Luj XIV. je, naime, bio glavni promotor galikanizma, pokreta koji je privrženost apsolutnoj monarhiji stavljao ispred privrženosti papi. 
Konačna osuda jansenizma dolazi 1713. u vidu bule Unigenitus, koju je izdao papa Klement XI, osuđujući kao krivovjernu čak 101 postavku koju je u knjizi "Abrégé de la morale de l'Evangile" iznio jansenistički teolog Pasquier Quesnel. Iznimno daroviti Quesnel je tim svojim teološkim djelom (konačno izdanje objavljeno 1678. godine) bio nakanio dati definitivnu obranu jansenizma, a ona je zapravo naznačila početak kraja jansenizma. Nakon što je Katolička crkva vrlo dugo tolerirala djelovanje jansenista kao svećenika i časnih sestara u redovima Crkve (imajući osobito u vidu visoku moralnost koja ih je redom odlikovala), Klement XI. je 1718. godine izdao bulu Pastoralis officii, izrekavši ekskomunikaciju protiv jansenističkih pristalica koji odbijaju prihvatiti njegovu raniju bulu Unigenitus iz 1713. Jansenisti su ipak na nekim mjestima uspijevali dalje djelovali (iz samostana Port-Royal-des-Champs su bili iseljeni 1709.) zahvaljujući zaštiti koju im je pružao kardinal Louis-Antoine de Noailles, tadašnji nadbiskup Pariza.
U Nizozemskoj su ovi događaji doveli 1724. godine do stvaranja Starokatoličke Crkve: pretežno kalvinistička Nizozemska je naime odbijala prihvatiti bilo kojeg katoličkog biskupa vjernog Rimu, a i djelovanje običnih svećenika je bilo teško (valja imati na umu da je katolička manjina u Nizozemskoj brojna, čak i na početku 21. stoljeća ondje ima oko jedne četvrtine katolika), ali su nizozemske državne vlasti rado prihvatile jansenističke svećenike iz Francuske i njihove pobornike s nizozemskog govornog područja u Belgiji. Tako je po prvi put nakon Reformacije bilo dozvoljeno ustoličenje "katoličkih" biskupa i formiranje biskupija koje nisu bile u uniji s Rimom (rukopoložio ih je 1724. godine Dominique Marie Varlet, biskup koji je od 1719. godine bio suspendiran od strane Svete stolice). Većina nizozemskih katolika se poslije opredijelila za jedinstvo s Rimom. Starokatolika u Nizozemskoj danas ima svega oko pet tisuća, prema preko četiri milijuna katolika.